# Томилов, Антон Фёдорович
Анто́н Фёдорович Томи́лов (1687—1750) — горный деятель, генерал-майор артиллерии, президент Берг-коллегии, сенатор.

## Биография
- В 1705 году после окончания Школы математических и навигацких наук определен в службу в Артиллерийский приказ.
- В 1707—1713 годах зачислен в армию, служил в походной артиллерийской канцелярии генерала-фельдцейхмейстера Я. В. Брюса.
- В 1709 году был назначен секретарем этой канцелярии. Участвовал в военных походах в Польшу, Курляндию, Померанию, в 1711 году — на реку Прут и в 1712—1713 годах — в Бранденбург и Мекленбург. После этого служил секретарем артиллерийской канцелярии в Петербурге.
- В 1721 году был произведён Петром I в капитан-лейтенанты армии. Принимал участие в Персидском походе (1722).
- В 1728—1732 годах в чине артиллерии капитана и коллежского советника состоял при генерале Геннине на Уральских железных и медных заводах. «В 1729 году к Геннину был прислан капитан артиллерии А. Томилов, имевший 25-летний стаж службы в артиллерии, участник Дербентского похода. В. Геннин высоко оценил трудолюбие и ум этого человека, нашел в нём хорошего помощника. Опыт приобретенный А. Томиловым на Урале под руководством В. Геннина позволил ему в 40-х гг. XVIII в. стать президентом Берг-коллегии»[1].
- В 1736 году служил военным советником Артиллерийской конторы в Москве.
- С 1740 году — генерал-майор артиллерии.
- 17 сентября 1742 года назначен президентом Берг-коллегии.
- 15 декабря 1744 года — сенатор, присутствующий в Московской конторе Правительствующего сената.
- 30 сентября 1745 года по жалобе старших сыновей Прокопия и Григория Демидовых императрица отменила завещание отца и повелела руководителю Берг-коллегии А. Ф. Томилову составить подробную опись наследства, чтобы затем разделить его между всеми детьми. Но уже 1 мая 1747 алтайские заводы и рудники были взяты в ведение императорского Кабинета[2]. Хотя только в июле 1747 года он рапортовал об окончании работы по описи имущества[3].
- В сентябре-октябре 1746 года президент Берг-коллегии А. Ф. Томилов прибыл в Екатеринбург, и после выяснения обстоятельств дела пришёл к выводу, что иностранный мастер Иоганн Рейнер, приглашенный для обучения добыче и обработке камня, главным образом мрамора, оказался несведущим в камнерезном искусстве и недобросовестным работником. В 1746 году И. Рейнер был «по незнанию устройства машин уволен в своё отечество». Томилов приказал устроить для обработки «добываемого на реке Чёрной белого мрамора» камнерезную фабрику. Заменил Рейнера русский механик Никита Бахарев, который устроил «для разрезывания и шлифовки… водяное действие»[4]. Тогда же Томилов первым открыто высказался за возрождение Екатеринбургского денежного двора, а уже в марте 1747 года Сенат приказал чеканку денежек и полушек в Екатеринбурге возобновить. Кроме того, в ходе визита президент Берг-коллегии А. Томилов вернулся к первому предложению Татищева и запретил строить предприятия ближе 10 верст друг от друга[5]. Посетил он также горную школу, которую открыл в Екатеринбурге ещё в 1734 году В. Н. Татищев, там Томилов обратил внимание на то, что большая часть заявленных предметов (механика, пробирное дело, рисование, латинский и немецкий языки, резьба и гранение камней, токарное, столярное и паяльное ремесло) не преподается[6].
- В конце 1747 года президент Берг-коллегии Томилов лично доставил императрице Елизавете с рудника Первоначальный (близ Екатеринбурга) первое уральское золото — 31 золотник (132 г)[7].
- Умер Антон Фёдорович Томилов 16 февраля 1750 года.